# Алмединиля
Алмединиля (на испански: Almedinilla) е населено място и община в Испания. Намира се в провинция Кордоба, в състава на автономната област Андалусия. Общината влиза в състава на района (комарка) Суббетика. Заема площ от 56 km². Населението му е 2524 души (по преброяване от 2010 г.). Разстоянието до административния център на провинцията е 114 km.

## Демография
| 1996 | 1998 | 1999 | 2000 | 2001 | 2002 | 2003 | 2004 | 2005 | 2006 |
| ---- | ---- | ---- | ---- | ---- | ---- | ---- | ---- | ---- | ---- |
| 2572 | 2554 | 2555 | 2527 | 2544 | 2547 | 2565 | 2563 | 2534 | 2536 |